# Batalla de Lodi
La batalla de Lodi o del pont de Lodi tingué lloc el 10 de maig de 1796 (21 de floreal de l'any IV) Fou un enfrontament entre les tropes franceses, comandades pel general Napoleó Bonaparte, i les austríaques, comandades pels generals Johann Beaulieu i Karl Sebottendorf.
Ambdós exèrcits lluitaren pel control del pont de Lodi (llombard: Lod) que travessava el riu Adda. La rereguarda austríaca del general Sebottendorf fou vençuda, però, el gruix de les tropes sota les ordres del general Beaulieu aconseguí retirar-se a l'altre costat del riu.

## Antecedents
Després del propòsit manifestat per la Convenció Nacional d'exportar la Revolució Francesa, del guillotinament de Lluís XVI el 21 de gener del 1793 i de l'obertura francesa del riu Escalda, es va formar la Primera Coalició contra França, quan de fet ja s'havien iniciat les Guerres de la Revolució Francesa.
Després de la repressió de les revoltes mitjançant el règim del Terror, l'exèrcit francès va poder prendre de nou la iniciativa, amb la qual cosa, el 1794, els francesos ocuparen Sant Sebastià com també s'apoderaren de Bèlgica i de Renània després de la batalla de Fleurus. Un cop dominats els Països Baixos austríacs, els francesos s'apoderaren per sorpresa les Set Províncies Unides on hi establiren un estat satèl·lit denominat la República Bàtava. Poc després, Prússia i Espanya signaren amb França la Pau de Basilea (1795) per la qual la vora esquerra del Rin passava a França. A més, també fracassaren els intents de la Gran Bretanya de donar suport a la revolta de la Vendée; així doncs, França quedava lliure del risc d'invasió.
El 1795, el Directori va decidir que els exèrcits del general Jean-Baptiste Jourdan i Jean Victor Marie Moreau anirien a lluitar contra els austríacs al Main i al Danubi, mentre que Napoleó Bonaparte, nomenat comandant en cap de l'exèrcit d'Itàlia d'uns 40.000 homes el 2 de març de 1796 atacaria els austro-sards a la vall del Po i els tres exèrcits s'havien de trobar al Tirol, des d'on marxarien sobre Viena.. L'exèrcit d'Itàlia, mal equipat i mal alimentat, tenia la missió a superar les forces austríaques a Llombardia i la "influència" o "rescat" dels estats italians, en particular la República de Gènova, per a grans subsidis la intenció de fer front a la crisi dels assignats. Al setembre, Moureau arribà a Baviera i als límits del Tirol, però Jourdan fou vençut pels austríacs, i els dos exèrcits hagueren de tornar cap al Rin.
Després de ser atacat prop de Gènova el 10 d'abril per l'ala esquerra de l'exèrcit dels Habsburg, sota el comandament de Feldzeugmeister Johann Beaulieu, Bonaparte va avançar pel coll de Cadibona per derrotar el 12 d'abril a la batalla de Montenotte l'ala dreta aïllada de l'exèrcit dels Habsburg, comandat pel Feldmarschal-Leutnant Eugène-Guillaume Argenteau. Els austríacs es van retirar a Dego per defensar el camí de Milà, i els piamontesos a Millesimo per defensar el camí al Piemont. Comandats pel general Napoleó Bonaparte, mentre la divisió d'Augereau va atacar Millesimo, Masséna va atacar Dego, i Laharpe, Cairo. Les tropes combinades austríaques i piamonteses es trobaven sota el comandament del Baró Colli. Giovanni Provera es va rendir al castell de Cossaria. L'exèrcit italià, dirigit pel general Bonaparte havia fragmentar el conjunt defensiu enemic als peus dels Alps i va derrotar els dos bàndols per separat, obtenint un èxit estratègic decisiu. Després d'aquestes batalles va llançar una invasió total del Piemont i va obtenir una nova victòria a la batalla de Mondovì i el Regne de Sardenya-Piemont es va veure obligat a acceptar l'armistici de Cherasco el 28 d'abril, sortint de la guerra i de la Primera Coalició.
Bonaparte va reorganitzar el seu exèrcit i va maniobrar al llarg del riu Po. Una petita victòria francesa a la batalla de Codogno va provocar una retirada de les forces de la coalició a través del riu Adda.

## La batalla
El 10 de maig, Bonaparte va sortir cap a Lodi al capdavant dels granaders i seguit per la divisió de Masséna; Augereau va quedar una mica enrere, Menard a Pizzighettone; Serurier va marxar per prendre Pavia i d'allà s'havia de dirigir a Milà. Bonaparte volia travessar l'Adda a Lodi i calia conservar el pont intacte per perseguir l'exèrcit austríac de Beaulieu, que retornava a Màntua.
Al matí, Liptay, que estava a Pizzighettone, es va retirar a Crema i Beaulieu i Pittoni també marxaren sobre Crema. Sebottendorf romandre a Lodi només durant 24 hores amb els seus 10.000 homes i destruir el pont i anar a Crema (Llombardia), i a l'arribada de Sebottendorf, Schübirz havia deixat a Lodi la nit i també va marxar cap a Crema.
Els austríacs van intentar destruir el pont però els francesos van aturar-los a trets. Hauria d'haver estat fàcil evitar el creuament francès perquè el pont era de fusta i podria haver estat cremat. L'avantguarda francesa no era prou forta per intentar creuar el pont i van esperar l'arribada de l'artilleria a la tarda. Els canons pesats es van posicionar i disparar a través del riu. Després de bombardejar les posicions austríaques durant diverses hores, cap a les 6 de la tarda els francesos es van preparar per atacar. La cavalleria de Marc Antoine de Beaumont va ser enviada a creuar riu amunt mentre el 2n batalló de carrabiners es preparava dins les muralles de la ciutat per a un assalt al mateix pont. Els carrabiners van sortir de les portes i van sortir al pont. Mentre la columna francesa avançava pel pont, uns carrabiners francesos van baixar per les piles del pont i van travessar el riu disparant i es va produir una retirada precipitada austríaca cap a Crema, tot i que algunes unitats van mantenir una acció de rereguarda.
Les pèrdues austríaques van ser de 21 oficials, 5.200 homes i 235 cavalls morts, ferits o capturats. A més, es van perdre 12 canons, 2 obusos i 30 vagons de municions. Els francesos van patir un miler de baixes.

## Conseqüències
Napoleó ocupà Milà cinc dies més tard. L'Imperi austríac hagué d'abandonar no només Itàlia, sinó també el marge esquerre del Rin, on els austríacs anaven guanyant i retirar-se de la Primera Coalició, que es va dissoldre.
El Sacre Imperi Romanogermànic, després de l'estipulació del Tractat de Campo Formio, es va veure obligat a cedir els Països Baixos austríacs a França, va acceptar l'ocupació francesa de la riba esquerra del Rin i les illes Jòniques i la formació de la República Cisalpina que significava la cessió d'Àustria a França de la Llombardia i l'acceptació que el Ducat de Mòdena, en mans d'una branca menor dels Habsburg, passés a aquest estat satèl·lit de França, a canvi es va consolidar la partició dels territoris continentals de la República de Venècia entre França i Àustria, que obtindria l'Ístria veneciana, Dalmàcia i altres territoris a l'Adriàtic.